# Luísa Hipólita, Princesa de Mônaco
Luísa Hipólita Grimaldi, Princesa de Mônaco (10 de novembro de 1697 — 29 de dezembro de 1731) foi a filha mais velha de Antônio I, Príncipe de Mônaco e de Maria da Lorena e uma ancestral da atual família reinante de Mônaco.

## Biografia
Em 1715, aos dezoito anos, Luísa Hipólita desposou Jacques Goyon, Conde de Matignon, com quem teve quatro filhos.
O casamento foi infeliz, e seu marido preferia viver em Versalhes, onde teve várias amantes, do que no Palácio do Príncipe de Mônaco.
Ela sucedeu seu pai ao trono monegasco em janeiro de 1731, mas seu marido tornou-se regente em seu nome. Tendo falecido alguns meses depois naquele mesmo ano, de varíola, Luísa Hipólita foi sucedida por ele, que se titulou Jaime I.

## Descendência
- Honorato III, Príncipe de Mônaco (nascido em 1720)[1][2]
- Carlos Grimaldi, Conde de Matignon (nascido em 1722)
- Francisco Carlos Grimaldi, Conde de Thorigny (nascido em 1726)
- Carlos Maurício Grimaldi , Conde de Valentinois (nascido em 1727)